# 革利乡
革利乡，是中华人民共和国贵州省安顺市镇宁布依族苗族自治县下辖的一个乡镇级行政单位。

## 行政区划
革利乡下辖以下地区：
革利村、棉花冲村、板尧村、窝子田村、翁告村、下院村、六村、人仁坡村、大岩脚村、岩脚村、窝寨村、水牛坝村、怀纳村、革窍村、革帮村、破岩村、木朗村和瓦窑村。